# Kinh Từ bi
Từ kinh (zh. 慈經, pi. mettā-sutta), cũng được gọi là Từ bi kinh, là một bài kinh văn hệ Pali, giúp Phật tử phát huy lòng từ ái. Kinh này được phổ biến rất rộng rãi ở các nước theo truyền thống Thượng toạ bộ, được tăng ni tụng niệm hàng ngày.
Toàn văn kinh Từ (bản dịch của Thích Thiện Châu) (Sutta-Nipāta, 143-152):
143
Ai khôn ngoan muốn tìm hạnh phúc
Và ước mong sống với an lành
Phải tài năng, ngay thẳng, công minh
Nghe lời phải, dịu dàng khiêm tốn.
144
Ưa thanh bần, dễ dàng chịu đựng
Ít bận rộn, vui đời giản dị
Chế ngự giác quan và thận trọng
Không liều lĩnh, chẳng mê tục luỵ.
145
Không chạy theo điều quấy nhỏ nhoi
Mà thánh hiền có thể chê bai
Đem an vui đến cho muôn loài
Cầu chúng sinh thảy đều an lạc.
146
Không bỏ sót một hữu tình nào
Kẻ ốm yếu hoặc người khỏe mạnh
Giống lớn to hoặc loại dài cao
Thân trung bình hoặc ngắn, nhỏ, thô.
147
Có hình tướng hay không hình tướng
Ở gần ta hoặc ở nơi xa
Đã sinh rồi hoặc sắp sinh ra
Cầu cho tất cả đều an lạc.
148
Với ai và bất luận ở đâu
Không lừa dối, chẳng nên khinh dễ
Lúc căm hờn hoặc khi giận dữ
Đừng mưu toan gây khổ cho nhau.
149
Như mẹ hiền thương yêu con một
Dám hi sinh bảo vệ cho con
Với muôn loài ân cần không khác
Lòng ái từ như bể như non.
150
Tung rãi từ tâm khắp vũ trụ
Mở rộng tình thương không giới hạn
Từng trên, phía dưới và khoảng giữa
Không vướng mắc oán thù ghét bỏ.
151
Khi đi, khi đứng hoặc nằm ngồi
Hễ lúc nào tinh thần tỉnh táo
Phát triển luôn dòng chính niệm này
Là đạo sống đẹp cao nhất đời.
152
Đừng để lạc vào nơi mê tối
Đủ giới đức, trí huệ cao vời
Và dứt bỏ lòng tham dục lạc
Được như thế thoát khỏi luân hồi.